# Petros Mantalos
Petros Mantalos (Grieks: Πέτρος Μάνταλος) (Komotini, 31 augustus 1991) is een Grieks voetballer die doorgaans speelt als middenvelder. In juli 2013 verruilde hij Skoda Xanthi voor AEK Athene. Mantalos maakte in 2014 zijn debuut in het Grieks voetbalelftal.

## Clubcarrière
Mantalos begon zijn carrière in de jeugd van Skoda Xanthi, waarvoor hij in het seizoen 2009/10 zijn debuut maakte. Op 13 september 2009 verloor de club op bezoek bij Ergotelis met 1–0 en Mantalos speelde voor het eerst mee. Zijn eerste doelpunt volgde op 4 december 2011, op bezoek bij Doxa Drama (0–2 winst). In de zomer van 2013 verkaste Mantalos naar AEK Athene, al werd hij nog wel een seizoen verhuurd aan zijn oude club. In juni 2021 tekende de middenvelder een nieuw contract bij AEK, tot medio 2024. Deze werd in november 2023 opengebroken en met twee jaar verlengd tot medio 2026.

## Clubstatistieken
| Seizoen | Club         | Competitie      | Competitie | Competitie | Beker | Beker | Internationaal | Internationaal | Totaal | Totaal |
| Seizoen | Club         | Competitie      | Wed.       | Dlp.       | Wed.  | Dlp.  | Wed.           | Dlp.           | Wed.   | Dlp.   |
| ------- | ------------ | --------------- | ---------- | ---------- | ----- | ----- | -------------- | -------------- | ------ | ------ |
| 2009/10 | Skoda Xanthi | Super League    | 1          | 0          | 0     | 0     | —              | —              | 1      | 0      |
| 2010/11 | Skoda Xanthi | Super League    | 4          | 0          | 0     | 0     | —              | —              | 4      | 0      |
| 2011/12 | Skoda Xanthi | Super League    | 17         | 2          | 0     | 0     | —              | —              | 17     | 2      |
| 2012/13 | Skoda Xanthi | Super League    | 29         | 4          | 3     | 1     | —              | —              | 32     | 5      |
| 2013/14 | Skoda Xanthi | Super League    | 30         | 6          | 2     | 2     | 4              | 0              | 36     | 8      |
| 2014/15 | AEK Athene   | Football League | 15         | 9          | 7     | 2     | —              | —              | 22     | 11     |
| 2015/16 | AEK Athene   | Super League    | 29         | 2          | 7     | 4     | —              | —              | 36     | 6      |
| 2016/17 | AEK Athene   | Super League    | 31         | 7          | 8     | 0     | 2              | 0              | 41     | 7      |
| 2017/18 | AEK Athene   | Super League    | 12         | 2          | 2     | 1     | 7              | 1              | 21     | 4      |
| 2018/19 | AEK Athene   | Super League    | 25         | 5          | 6     | 3     | 9              | 1              | 40     | 9      |
| 2019/20 | AEK Athene   | Super League    | 30         | 6          | 7     | 2     | 4              | 3              | 41     | 11     |
| 2020/21 | AEK Athene   | Super League    | 33         | 2          | 5     | 1     | 7              | 1              | 45     | 4      |
| 2021/22 | AEK Athene   | Super League    | 31         | 3          | 0     | 0     | 2              | 1              | 33     | 4      |
| 2022/23 | AEK Athene   | Super League    | 30         | 2          | 8     | 4     | —              | —              | 38     | 6      |
| 2023/24 | AEK Athene   | Super League    | 28         | 1          | 1     | 0     | 10             | 0              | 39     | 1      |
| 2024/25 | AEK Athene   | Super League    | 22         | 2          | 4     | 1     | 3              | 0              | 29     | 3      |
| Totaal  | Totaal       | Totaal          | 367        | 53         | 61    | 21    | 48             | 7              | 476    | 82     |

Bijgewerkt op 17 april 2025.

## Interlandcarrière
Mantalos debuteerde in het Grieks voetbalelftal op 7 september 2014. Op die dag werd een wedstrijd tegen Roemenië met 0–1 verloren door een rake strafschop van Ciprian Marica. De middenvelder mocht van bondscoach Claudio Ranieri in de basis beginnen en hij werd in de tweede helft gewisseld voor Lazaros Christodoulopoulos. De andere debutant dit duel was Dimitris Diamantakos (Olympiakos). Zijn eerste interlandtreffer volgde op 7 juni 2016, toen gespeeld werd tegen Australië. Na acht minuten opende Mantalos de score. Ioannis Maniatis verdubbelde de voorsprong van de Grieken na twintig minuten spelen. Uiteindelijk werd het 1–2 door een tegentreffer van Trent Sainsbury.
| Interlands van Petros Mantalos voor Griekenland | Interlands van Petros Mantalos voor Griekenland | Interlands van Petros Mantalos voor Griekenland | Interlands van Petros Mantalos voor Griekenland | Interlands van Petros Mantalos voor Griekenland | Interlands van Petros Mantalos voor Griekenland |
| №                                               | Datum                                           | Wedstrijd                                       | Uitslag                                         | Competitie                                      | Goals                                           |
| Als speler bij AEK Athene                       | Als speler bij AEK Athene                       | Als speler bij AEK Athene                       | Als speler bij AEK Athene                       | Als speler bij AEK Athene                       | Als speler bij AEK Athene                       |
| ----------------------------------------------- | ----------------------------------------------- | ----------------------------------------------- | ----------------------------------------------- | ----------------------------------------------- | ----------------------------------------------- |
| 1                                               | 7 september 2014                                | Griekenland – Roemenië                          | 0 – 1                                           | EK 2016 kwalificatie                            |                                                 |
| 2                                               | 14 november 2014                                | Griekenland – Faeröer                           | 0 – 1                                           | EK 2016 kwalificatie                            |                                                 |
| 3                                               | 18 november 2014                                | Griekenland – Servië                            | 0 – 2                                           | Vriendschappelijk                               |                                                 |
| 4                                               | 8 oktober 2015                                  | Noord-Ierland – Griekenland                     | 3 – 1                                           | EK 2016 kwalificatie                            |                                                 |
| 5                                               | 11 oktober 2015                                 | Griekenland – Hongarije                         | 4 – 3                                           | EK 2016 kwalificatie                            |                                                 |
| 6                                               | 24 maart 2016                                   | Griekenland – Montenegro                        | 2 – 1                                           | Vriendschappelijk                               |                                                 |
| 7                                               | 7 juni 2016                                     | Australië – Griekenland                         | 1 – 2                                           | Vriendschappelijk                               | 8'                                              |
| 8                                               | 1 september 2016                                | Nederland – Griekenland                         | 1 – 2                                           | Vriendschappelijk                               |                                                 |
| 9                                               | 6 september 2016                                | Gibraltar – Griekenland                         | 1 – 4                                           | WK 2018 kwalificatie                            |                                                 |
| 10                                              | 7 oktober 2016                                  | Griekenland – Cyprus                            | 2 – 0                                           | WK 2018 kwalificatie                            | 42'                                             |
| 11                                              | 10 oktober 2016                                 | Estland – Griekenland                           | 0 – 2                                           | WK 2018 kwalificatie                            |                                                 |
| 12                                              | 9 november 2016                                 | Griekenland – Wit-Rusland                       | 0 – 1                                           | Vriendschappelijk                               |                                                 |
| 13                                              | 13 november 2016                                | Griekenland – Bosnië en Herzegovina             | 1 – 1                                           | WK 2018 kwalificatie                            |                                                 |
| 14                                              | 25 maart 2017                                   | België – Griekenland                            | 1 – 1                                           | WK 2018 kwalificatie                            |                                                 |
| 15                                              | 9 juni 2017                                     | Bosnië en Herzegovina – Griekenland             | 0 – 0                                           | WK 2018 kwalificatie                            |                                                 |
| 16                                              | 31 augustus 2017                                | Griekenland – Estland                           | 0 – 0                                           | WK 2018 kwalificatie                            |                                                 |
| 17                                              | 7 oktober 2017                                  | Cyprus – Griekenland                            | 1 – 2                                           | WK 2018 kwalificatie                            |                                                 |
| 18                                              | 10 oktober 2017                                 | Griekenland – Gibraltar                         | 4 – 0                                           | WK 2018 kwalificatie                            |                                                 |
| 19                                              | 15 mei 2018                                     | Saoedi-Arabië – Griekenland                     | 2 – 0                                           | Vriendschappelijk                               |                                                 |
| 20                                              | 8 september 2018                                | Estland – Griekenland                           | 0 – 1                                           | Nations League 2018/19                          |                                                 |
| 21                                              | 15 november 2018                                | Griekenland – Finland                           | 1 – 0                                           | Nations League 2018/19                          |                                                 |
| 22                                              | 18 november 2018                                | Griekenland – Estland                           | 0 – 1                                           | Nations League 2018/19                          |                                                 |
| 23                                              | 30 mei 2019                                     | Turkije – Griekenland                           | 2 – 1                                           | Vriendschappelijk                               |                                                 |
| 24                                              | 12 oktober 2019                                 | Italië – Griekenland                            | 2 – 0                                           | EK 2020 kwalificatie                            |                                                 |
| 25                                              | 15 oktober 2019                                 | Griekenland – Bosnië en Herzegovina             | 2 – 1                                           | EK 2020 kwalificatie                            |                                                 |
| 26                                              | 15 november 2019                                | Armenië – Griekenland                           | 0 – 1                                           | EK 2020 kwalificatie                            |                                                 |
| 27                                              | 18 november 2019                                | Griekenland – Finland                           | 2 – 1                                           | EK 2020 kwalificatie                            | 47'                                             |
| 28                                              | 3 september 2020                                | Slovenië – Griekenland                          | 0 – 0                                           | Nations League 2020/21                          |                                                 |
| 29                                              | 6 september 2020                                | Kosovo – Griekenland                            | 1 – 2                                           | Nations League 2020/21                          |                                                 |
| 30                                              | 7 oktober 2020                                  | Oostenrijk – Griekenland                        | 2 – 1                                           | Vriendschappelijk                               |                                                 |
| 31                                              | 11 oktober 2020                                 | Griekenland – Moldavië                          | 2 – 0                                           | Nations League 2020/21                          | 50'                                             |
| 32                                              | 14 oktober 2020                                 | Griekenland – Kosovo                            | 0 – 0                                           | Nations League 2020/21                          |                                                 |
| 33                                              | 25 maart 2021                                   | Spanje – Griekenland                            | 1 – 1                                           | WK 2022 kwalificatie                            |                                                 |
| 34                                              | 28 maart 2021                                   | Griekenland – Honduras                          | 2 – 1                                           | Vriendschappelijk                               |                                                 |
| 35                                              | 3 juni 2021                                     | België – Griekenland                            | 1 – 1                                           | Vriendschappelijk                               |                                                 |
| 36                                              | 6 juni 2021                                     | Noorwegen – Griekenland                         | 1 – 2                                           | Vriendschappelijk                               |                                                 |
| 37                                              | 1 september 2021                                | Zwitserland – Griekenland                       | 2 – 1                                           | Vriendschappelijk                               |                                                 |
| 38                                              | 5 september 2021                                | Kosovo – Griekenland                            | 1 – 1                                           | WK 2022 kwalificatie                            |                                                 |
| 39                                              | 9 oktober 2021                                  | Georgië – Griekenland                           | 0 – 2                                           | WK 2022 kwalificatie                            |                                                 |
| 40                                              | 11 november 2021                                | Griekenland – Spanje                            | 0 – 1                                           | WK 2022 kwalificatie                            |                                                 |
| 41                                              | 14 november 2021                                | Griekenland – Kosovo                            | 1 – 1                                           | WK 2022 kwalificatie                            |                                                 |
| 42                                              | 25 maart 2022                                   | Roemenië – Griekenland                          | 0 – 1                                           | Vriendschappelijk                               |                                                 |
| 43                                              | 28 maart 2022                                   | Montenegro – Griekenland                        | 1 – 0                                           | Vriendschappelijk                               |                                                 |
| 44                                              | 2 juni 2022                                     | Noord-Ierland – Griekenland                     | 0 – 1                                           | Nations League 2022/23                          |                                                 |
| 45                                              | 5 juni 2022                                     | Kosovo – Griekenland                            | 0 – 1                                           | Nations League 2022/23                          |                                                 |
| 46                                              | 9 juni 2022                                     | Griekenland – Cyprus                            | 3 – 0                                           | Nations League 2022/23                          |                                                 |
| 47                                              | 12 juni 2022                                    | Griekenland – Kosovo                            | 2 – 0                                           | Nations League 2022/23                          | 90+9'                                           |
| 48                                              | 27 september 2022                               | Griekenland – Noord-Ierland                     | 3 – 1                                           | Nations League 2022/23                          | 80'                                             |
| 49                                              | 27 november 2022                                | Malta – Griekenland                             | 2 – 2                                           | Vriendschappelijk                               |                                                 |
| 50                                              | 20 november 2022                                | Hongarije – Griekenland                         | 2 – 1                                           | Vriendschappelijk                               |                                                 |
| 51                                              | 24 maart 2023                                   | Gibraltar – Griekenland                         | 0 – 3                                           | EK 2024 kwalificatie                            |                                                 |
| 52                                              | 27 maart 2023                                   | Griekenland – Litouwen                          | 0 – 0                                           | Vriendschappelijk                               |                                                 |
| 53                                              | 16 juni 2023                                    | Griekenland – Ierland                           | 2 – 1                                           | EK 2024 kwalificatie                            |                                                 |
| 54                                              | 19 juni 2023                                    | Frankrijk – Griekenland                         | 1 – 0                                           | EK 2024 kwalificatie                            |                                                 |
| 55                                              | 7 september 2023                                | Nederland – Griekenland                         | 3 – 0                                           | EK 2024 kwalificatie                            |                                                 |
| 56                                              | 13 oktober 2023                                 | Ierland – Griekenland                           | 0 – 2                                           | EK 2024 kwalificatie                            |                                                 |
| 57                                              | 16 oktober 2023                                 | Griekenland – Nederland                         | 0 – 1                                           | EK 2024 kwalificatie                            |                                                 |
| 58                                              | 17 november 2023                                | Griekenland – Nieuw-Zeeland                     | 2 – 0                                           | Vriendschappelijk                               |                                                 |
| 59                                              | 21 maart 2024                                   | Griekenland – Kazachstan                        | 5 – 0                                           | EK 2024 kwalificatie                            |                                                 |
| 60                                              | 26 maart 2024                                   | Georgië – Griekenland                           | 0 – 0 (4 – 2 n.s.)                              | EK 2024 kwalificatie                            |                                                 |
| 61                                              | 7 juni 2024                                     | Duitsland – Griekenland                         | 2 – 1                                           | Vriendschappelijk                               |                                                 |
| 62                                              | 11 juni 2024                                    | Malta – Griekenland                             | 0 – 2                                           | Vriendschappelijk                               |                                                 |
| 63                                              | 7 september 2024                                | Griekenland – Finland                           | 3 – 0                                           | Nations League 2024/25                          |                                                 |
| 64                                              | 10 oktober 2024                                 | Engeland – Griekenland                          | 1 – 2                                           | Nations League 2024/25                          |                                                 |
| 65                                              | 13 oktober 2024                                 | Griekenland – Ierland                           | 2 – 0                                           | Nations League 2024/25                          | 90+1'                                           |
| 66                                              | 14 november 2024                                | Griekenland – Engeland                          | 0 – 3                                           | Nations League 2024/25                          |                                                 |
| 67                                              | 17 november 2024                                | Finland – Griekenland                           | 0 – 2                                           | Nations League 2024/25                          |                                                 |
| 68                                              | 20 maart 2025                                   | Griekenland – Schotland                         | 0 – 1                                           | Nations League 2024/25                          |                                                 |

Bijgewerkt op 17 april 2025.

## Erelijst
| Super League    | 2 | 2017/18, 2022/23 |
| Football League | 1 | 2014/15          |
| Kupello Elladas | 2 | 2015/16, 2022/23 |